# 福井県立羽水高等学校
福井県立羽水高等学校（ふくいけんりつ うすいこうとうがっこう、英: Fukui Prefectural Usui High School）は、福井県福井市羽水にある公立の高等学校。略称は「羽高（うこう）」、「羽水（うすい）」。2022年（令和4年）に開学60周年を迎えた。

## 設置学科
- 普通科
- 探究特進科

## 特色
- 普通科では、全学年で成績と本人の希望により、特設クラスと標準クラスに分かれる。
- 2年時に文理分けを行う。
- 探究特進科は，3年間クラス替えはない。文理混合クラス。
- プロジェクト学習（PBL (Project Based Learning) 学習）と呼ばれる探究学習に力を入れている。「地域に提案！」と題し、地域が抱える課題を発見し、高校生の視点を活かしながら、最終的に解決策を提案するというもの。
- 「ASU (After School Usui) 」が2022年（令和4年）度よりスタート。毎週金曜日の6・7限目に行われ、生徒がセルフデザインした学びを実践する時間で自分のやりたい学びができる。
- 福井市内の中学校出身の生徒が大多数であるが，坂井市や鯖江市，永平寺町，越前町，大野市など郊外から通う生徒も一定数いる。

## 学校行事

### 強歩大会
- 4月下旬に強歩大会が行われる。28km近くの距離を1日かけて歩く行事である。体力以上に精神力、忍耐力が問われる羽水高校の伝統的な学校行事となっている。コースは毎年異なる（全部で3コースあり、年度ごとの輪番制）。
  - 美山コース（男子：芦見生涯教育施設～羽水高校(28.0km)、女子：ごっつおさん亭～羽水高校(22.0km)）
  - 糸生コース（男子：越前町朝日総合運動場～羽水高校(28.0km)、女子：泰澄の杜～羽水高校(24.0km)）
  - 九頭竜コース（男子：福井県総合グリーンセンター～羽水高校(28.0km)、女子：福井県立大学～羽水高校(23.5km)）
- なお、九頭竜コースは九頭竜川や日野川、足羽川沿いを歩くため、景色に変化がなく、生徒たちからは不評である。

### 学校祭
- 9月初旬に3日間かけて開催される。1日目と2日目が文化祭、3日目が体育祭である。主宰は、生徒会およびブレーン（学校祭実行委員）である。

文化祭1日目
- フェニックス・プラザで行われ、学校祭の中で一番盛り上がる日である。吹奏楽部や合唱部、邦楽部などの文化部の発表やファッションコンテスト、ダンスなどの発表もある。また、「羽論」という羽水独自の部門発表も人気を博している。
- なお、従来は会場として福井市宝永の福井市文化会館を使用してきたが、閉館にあわせて福井市田原町のフェニックス・プラザに会場を移した。

#### 文化祭2日目
- 学校で行われ、模擬店や育成会による屋台が立ち並び、体育館では歌合戦やALLフェスタ（有志発表）などが行われる。

#### 体育祭
- グラウンドで各種競技の他、午後の一番目には応援合戦も行われる。また、最後には学校祭の閉幕式も行われる。

## 沿革
- 1963年（昭和38年）
  - 1月 - 福井県条例第58号により、福井市板垣町29字竜合に福井県立羽水高等学校を設置。
  - 4月 - 開校式兼入学式を福井県立藤島高等学校にて挙行し、藤島高校を仮校舎に使用。
  - 5月 - 第1期工事完成、新校舎に移転。
- 1964年（昭和39年）3月 - 第2期工事完成。
- 1965年（昭和40年）
  - 6月 - 体育館工事完成。
  - 11月 - 全館落成式挙行、校歌制定披露。
- 1967年（昭和42年）6月 - プール完成。
- 1968年（昭和43年）10月 - 特別教棟完成。
- 1972年（昭和47年）3月 - 武道館完成。
- 1973年（昭和48年）
  - 4月 - 1973年度より2年間教育課程（生徒指導）研究推進校として福井県教委より指定される。
  - 5月 - 1973年度より2年間教育課程（生徒指導）研究推進校として文部省より指定される。
- 1974年（昭和49年）11月 - 「教育課程（生徒指導）研究発表大会」を行う。
- 1975年（昭和50年）4月 - 1975年度福井県豊かな心づくり教育実践校として県教委より指定される。
- 1980年（昭和55年）11月 - 校舎窓枠アルミサッシュ入替工事開始。
- 1982年（昭和57年）3月 - フェンス北側境界地に設置、正門完成。
- 1983年（昭和58年）3月 - 前庭造成。
- 1984年（昭和59年）3月 - 校舎窓枠アルミサッシュ入替工事完了。
- 1985年（昭和60年）10月 - 第2体育館完成。
- 1986年（昭和61年）
  - 4月 - 第1体育館改修（床張り替え・ステージ設置）。
  - 5月 - グラウンド整備（暗渠排水工事）。
- 1988年（昭和63年）
  - 4月 - 1988年度より2年間学習習熟度別指導研究校として文部省より指定される。
  - 7月 - 普通教棟増築工事（別館）完成。
- 1989年（平成元年）
  - 3月 - 正門脇土塁建設および植栽工事完了。
  - 11月 - 「学習習熟度別指導研究発表大会」を行う。
- 1990年（平成2年）4月 - 特設クラス（修学・特技）を創設。
- 1994年（平成6年）3月 - 校舎リフレッシュ工事完成。
- 1995年（平成7年）3月 - 体育館リフレッシュ工事完成。
- 1997年（平成9年）
  - 3月 - 音楽室・図書室改修。
  - 4月 - 生徒会館改修。
- 1998年（平成10年）3月 - 耐震第1期工事完成。
- 1999年（平成11年）3月 - 耐震第2期工事完成。
- 2003年（平成15年）
  - 1月 - 新武道場建築工事完成。
  - 3月 - 校訓碑建立。
  - 7月 - 冷房工事完成。
- 2007年（平成19年）9月 - 2007年度より３年間キャリア教育の調査研究推進校として文科省より指定される。
- 2018年（平成30年）7月 - 全教室にプロジェクター設置。
- 2020年（令和2年）
  - 1月 - 男子トイレ洋式化工事完了。
  - 3月 - 空調設備更新。
- 2022年（令和4年）4月 - 「探究特進科」が開科され、2学期制に移行。

## 部活動
- 運動部 - バスケットボール（男・女）、バレーボール（男・女）、ハンドボール（男・女）、バドミントン（男・女）、ソフトテニス（男・女）、硬式テニス（男）、野球、陸上、サッカー、卓球、剣道、柔道、ボクシング、なぎなた
- 文化部 - 放送、美術、書道、写真、演劇、茶華道・生活科学、吹奏楽、合唱、邦楽、JRC、ESS、自然科学

## 校歌
作詞：木俣修、作曲：沖不可止

## 校訓
- 博學之
- 審問之
- 愼思之
- 明辨之
- 篤行之

（『中庸』より）

## 姉妹校
- 香港（中華人民共和国香港特別行政区）
  - The ELCHK Yuen Long Lutheran Secondary School（基督教香港信義会元朗信義中学） - 2018年（平成30年）度よりISN2.0海外パートナー校として交流を行っている。

## アクセス
- 京福バス すまいるバス南ルート（木田・板垣方面）または60系統（羽水高校線）「羽水高校前」バス停留所下車、徒歩約5分
- 福井鉄道福武線 赤十字前駅（急行停車駅）または花堂駅より約1.7 km（徒歩約20分）
- ハピラインふくい線・JR西日本越美北線（九頭竜線）越前花堂駅より約1.6 km（徒歩約20分）
- JR西日本北陸新幹線・ハピラインふくい線・えちぜん鉄道勝山永平寺線 福井駅（東口）自転車約15分

## その他
- 福井放送 - FBCスペシャル2020「つなぐ～僕らの終わらない夏～」2020年8月7日放送

## 著名な卒業生
- 私市秀子 - 福井放送アナウンサー
- 齊藤治和 - 航空自衛隊・第33代航空幕僚長
- 日野陽仁 - 俳優
- 河合永充 - 福井県永平寺町長
- 中島敏 - 第44代海上保安庁長官
- 珠洲春希 - 宝塚歌劇団・宙組男役
- 亀谷さやか - 女優
- 川縁清志【歌う応援隊ヒトミリリィ】 - 歌手、アコースティックギター
- 小林タカヤス - プロボクサー
- 井上和郎 - ロードレーサー
- 近藤フク - 俳優
- 石内奈々絵 - 元女流アマ名人
- 久保田修平 - 北陸放送アナウンサー
- 瀧口麻衣 - 日本テレビアナウンサー

## 著名な教職員
- 恋坂通夫 - 詩人